# Банянско македонско благотворително братство
Банянско македонско благотворително братство е организация на бежанците от областта Македония, установили се в Баня, Анхиалско.

## История
На 23 януари 1925 година на годишно общо събрание е избрано настоятелство в състав Ив. Хр. Чакъров (председател), Георги Василев (подпредседател), Димитър Чамбулев (касиер), а съветници са Янаки Г. Ковачев, Кирил Т. Проданов, Христо Т Шалев и Станко Георгев. На 15 ноември 1925 година в ново настоятелство влизат Г. Василев (председател), Марко Йончев (подпредседател), Д. Килешев (секретар), Хр. Т. Шелев (касиер), а съветници са Георги Янчев, Вангел Голев и Христо Русев.